# Patriarcado armenio de Constantinopla

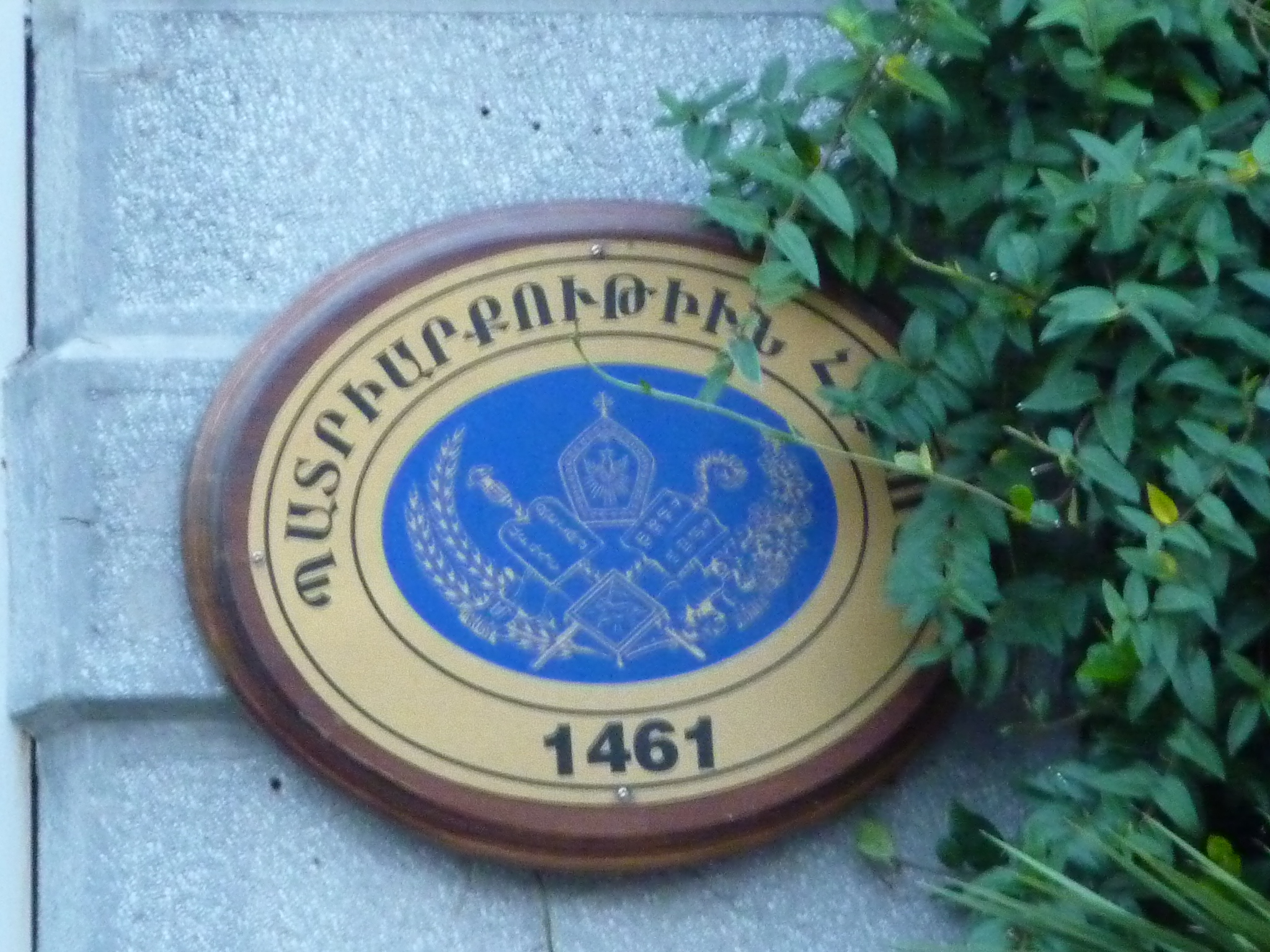
Escudo del patriarcado

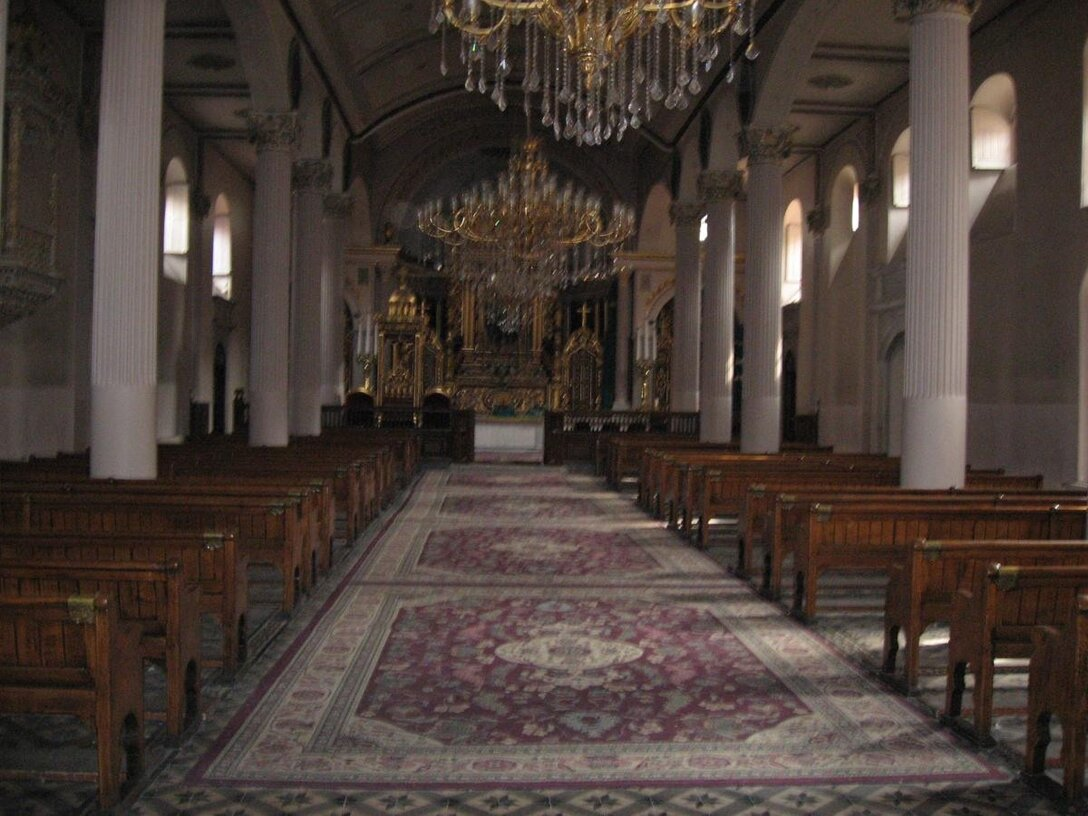
Vista interior de la iglesia patriarcal de la Santa Madre de Dios

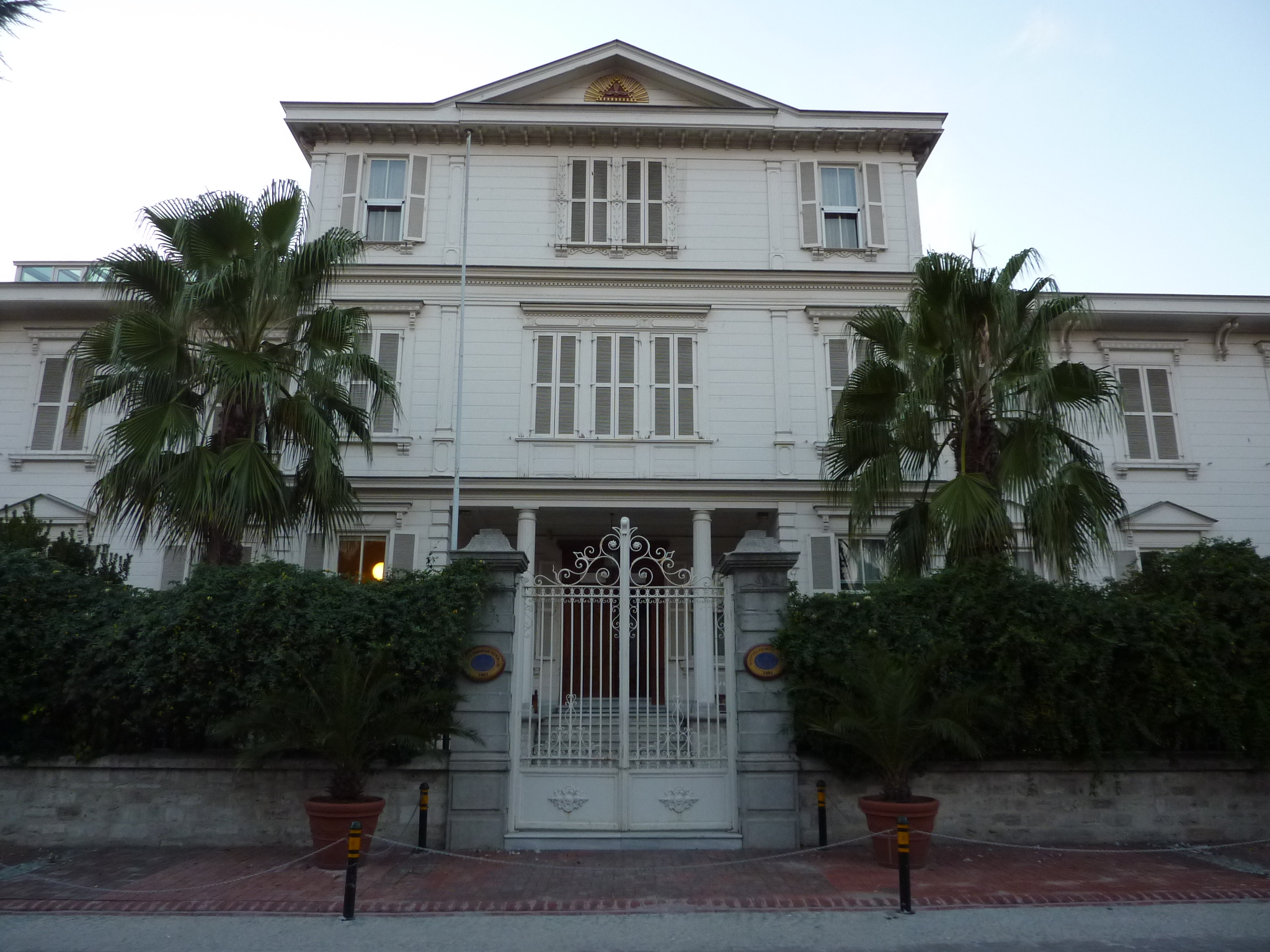
Edificio del patriarcado en Estambul

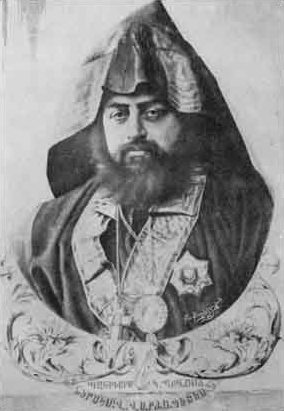
Patriarca Nerses Varjabedyan (1837-1884)

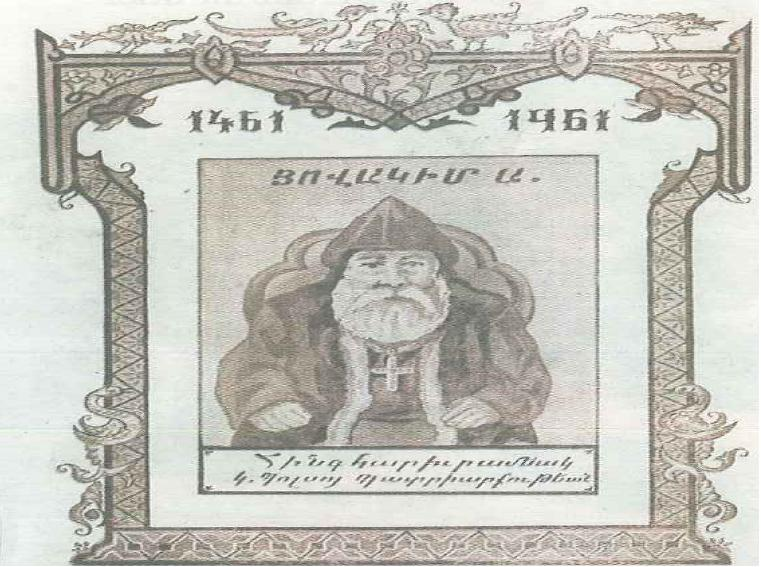
Patriarca Hovakim I

El patriarcado armenio de Constantinopla (en armenio: Պատրիարքութիւն Հայոց Կոստանդնուպոլսոյ, romanizado: Patriark’ut’iwn Hayots’ Kostandnupolsoy) o patriarcado de los armenios de Turquía (en turco: Türkiye Ermenileri Patrikliği), es una sede patriarcal de la Iglesia apostólica armenia. Se trata de un patriarcado autónomo que reconoce la autoridad suprema del catolicós de todos los armenios. Desde el 11 de enero de 2020 el patriarca es Sahak II Mashalian.

## Territorio y organización
El patriarca armenio de Constantinopla ha ejercido un importante papel político y aún hoy ejerce una autoridad espiritual, manteniendo un gran ascendiente entre las Iglesias ortodoxas orientales. Solo un ciudadano turco puede ser elegido patriarca armenio de Constantinopla. De hecho, su elección también debe ser aceptable para el gobierno. Oficialmente, solo se le informa de ella y al nuevo patriarca se le otorga el derecho de usar su atuendo oficial en público por decisión del gabinete, como solo se permite a los jefes de comunidades religiosas en Turquía.
La jurisdicción del patriarcado se extiende a los miembros de la Iglesia apostólica armenia en Turquía y en la isla griega de Creta. La antigua jurisdicción del Catolicosado de la Gran Casa de Cilicia que quedó en Turquía es de facto parte del patriarcado. A pesar de la enorme disminución en el número de sus fieles, el patriarcado sigue siendo la mayor comunidad cristiana de Turquía, ya que tiene alrededor de 70 000 creyentes, 60 000 de los cuales viven en Turquía. De ellos, 45 000 viven en Estambul y sus alrededores.
La sede del patriarca y la Iglesia patriarcal Surp Asdvadzadzin (iglesia patriarcal de la Santa Madre de Dios) se encuentran en el barrio de Kumkapı en el distrito de Fatih en Estambul.
El patriarcado tiene 50 iglesias y 2 capillas agrupadas en 6 regiones:
- Región 1 Estambul Vieja: la sede patriarcal, la iglesia patriarcal, 12 iglesias y 2 capillas.
- Región 2 Lado europeo del Bósforo: 12 iglesias.
- Región 3 Lado asiático del Bósforo: 7 iglesias.
- Región 4 Islas: una iglesia en Kınalıada.
- Región 5 Anatolia: 6 iglesias en: Kayseri, Diyarbakır, Mardin, Alejandreta, Kirikhan y Vakıflı (las 3 últimas en Hatay).
- Región 6 Isla de Creta: una iglesia en Heraclión.

Existen además 16 congregaciones sin iglesia en: Adana, Adiyaman, Amasya, Ankara, Antalya, Bitlis, Elazig, Kastamonu, Malatya, Mirto, Ordu, Sason, Sivas, Tokat, Yalova y Yozgat.

## Historia
Durante el período bizantino a la Iglesia armenia no se le permitía operar en Constantinopla, porque la Iglesia ortodoxa griega la considera como hereje. Muchos patriarcas armenios (catolicós), incluido san Narses, fueron encarcelados en las islas Príncipe por los bizantinos, acusándolos de herejía por no reconocer al Concilio de Calcedonia. Algunas fuentes, sin embargo, creen que hubo obispos armenios en la Constantinopla bizantina.
Luego de conquistar Constantinopla en 1453 el sultán otomano Mehmed II no sólo permitió que el patriarca greco-ortodoxo de Constantinopla permaneciera en la ciudad, sino que en 1461 también le creó un rival armenio al que permitió que estableciera su propia Iglesia en la nueva capital otomana, en parte porque le convenía tener separados a los cristianos en distintas facciones. Aunque es frecuente que se mencione que el primer patriarca fue Hovakim I, al parecer recibió el título de exarca, lo mismo que sus sucesores hasta 1543, cuando el sultán Solimán el Magnífico lo elevó a patriarca luego de conquistar las sedes de Echmiadzin, Jerusalén, Sis y Aghtamar. Hovakim I era el obispo armenio de Bursa (una anterior capital otomana en donde la Iglesia armenia podía funcionar fuera de la jurisdicción bizantina), un armenio que Mehmed II conoció desde la infancia. En 1461 fue llevado a Constantinopla, en donde fue puesto al frente de la Iglesia armenia de Constantinopla. Hovakim I fue reconocido como dirigente tanto religioso como secular de todos los armenios en el Imperio otomano, y llevó el título de Milletbaşı o etnarca además del de patriarca. Al igual que el patriarcado griego, el armenio sufrió la intervención estatal en sus asuntos internos. 
El patriarcado se estableció por primera vez en un monasterio bizantino en Samatya y en 1641 se trasladó a Kumkapı. En 1718 la sede patriarcal y la iglesia catedral fueron destruidas por un incendio, y poco después reconstruidas. Nuevos incendios en 1820 y 1826 afectaron a la sede patriarcal.
Los patriarcas representaban ante el sultán todas las iglesias no calcedonianas: siríaca, copta, etíope, y sus ramas católicas. Con el estatuto oficial publicado el 17 de marzo de 1863 la institución también se hizo responsable de los asuntos sociales, económicos y educativos de los armenios del Imperio otomano.
Aunque ha habido 115 pontificados desde 1461, solo ha habido 84 patriarcas; por ejemplo Karapet II ejerció cinco pontificados (1676-1679, 1680-1681, 1681-1684, 1686-1687 y 1688-1689). 
De 1704 a 1715 la sede patriarcal de Jerusalén fue unida a la de Constantinopla, que designó obispos coadjutores para gobernarla. En 1716 el sultán otomano confirmó la decisión sinodal de separar nuevamente ambos patriarcados.
En 1896 el patriarca Matteos III Izmirlian fue depuesto y deportado a Jerusalén por el sultán Abdul Hamid II, por su audacia al denunciar la masacre de 1896. No fue autorizado a regresar hasta 1908, cuando el sultán fue depuesto. La constitución nacional concedida a los armenios (Sahmanadrootiun) por el sultán Abdülaziz I en 1861, que había sido suprimida durante casi veinte años, también fue restaurada. 
El patriarca de Constantinopla, Malachia Ormanian, en su libro The Church of Armenia: her history,... cuyo prefacio en francés está fechado el 1 de junio de 1910, dejó una cuadro detallado de las prelacías del patriarcado.
| Prelacía                          | Jerarca    | Parroquias | Iglesias | Apostólicos | Católicos | Protestantes | Total de armenios cristianos |
| --------------------------------- | ---------- | ---------- | -------- | ----------- | --------- | ------------ | ---------------------------- |
| Constantinopla (o Estambul)       | patriarca  | 38         | 43       | 150 000     | 10 000    | 1000         | 161 000                      |
| Nicomedia (o İzmit)               | arzobispo  | 34         | 40       | 65 000      | 500       | 600          | 66 100                       |
| Armash                            | abad       | 3          | 3        | 20 000      | -         | -            | 20 000                       |
| Adrianópolis (o Edirne)           | obispo     | 4          | 5        | 8000        | -         | -            | 8000                         |
| Rodosto (o Tekirdağ)              | obispo     | 7          | 8        | 25 000      | -         | -            | 25 000                       |
| Salónica (o Tesalónica)           | arzobispo  | 12         | 1        | 2000        | -         | -            | 2000                         |
| Brusa (o Bursa)                   | arzobispo  | 7          | 8        | 35 000      | 3000      | 500          | 38 500                       |
| Bilecik (o Ertogrul)              | obispo     | 10         | 12       | 17 000      | 1000      | -            | 18 000                       |
| Panderma                          | obispo     | 7          | 8        | 7000        | 5000      | -            | 12 000                       |
| Cutina (o Kütahya)                | obispo     | 9          | 10       | 18 000      | 1000      | 200          | 19 200                       |
| Esmirna (o İzmir)                 | arzobispo  | 20         | 23       | 25 000      | 2000      | 200          | 27 200                       |
| Castamuni (o Kastamonu)           | obispo     | 14         | 8        | 14 000      | -         | -            | 14 000                       |
| Angora (o Ankara)                 | arzobispo  | 8          | 20       | 16 000      | 7000      | 5000         | 28 000                       |
| Cesarea (o Kayseri)               | arzobispo  | 31         | 30       | 40 000      | 2000      | 2000         | 44 000                       |
| Iconio (o Konya)                  | obispo     | 14         | 16       | 25 000      | -         | -            | 25 000                       |
| Sebaste (o Sivas)                 | arzobispo  | 74         | 56       | 80 000      | 5000      | 1000         | 86 000                       |
| Eudoxia (o Tokat)                 | obispo     | 16         | 19       | 21 000      | 2000      | 500          | 23 500                       |
| Amasya                            | obispo     | 19         | 20       | 35 000      | 25 000    | 500          | 60 500                       |
| Nicópolis (o Şebinkarahisar)      | obispo     | 41         | 35       | 25 000      | -         | 200          | 25 200                       |
| Samsun                            | obispo     | 42         | 39       | 11 000      | 500       | 300          | 11 800                       |
| Trebisonda (Trapezuz o Trabzon)   | obispo     | 42         | 35       | 30 000      | 2000      | 700          | 32 700                       |
| Garin (Karin o Erzurum)           | arzobispo  | 90         | 89       | 75 000      | 8000      | 2000         | 85 000                       |
| Erzincan                          | obispo     | 37         | 44       | 25 000      | -         | 500          | 25 500                       |
| Babert (o Bayburt)                | obispo     | 30         | 31       | 17 000      | -         | -            | 17 000                       |
| Basen (Hasankale o Pasinler)      | obispo     | 30         | 19       | 10 000      | 500       | -            | 10 500                       |
| Derjan (o Tercan)                 | obispo     | 38         | 33       | 15 000      | -         | -            | 15 000                       |
| Gamakh (o Kemah)                  | abad       | 19         | 21       | 10 000      | -         | 200          | 10 200                       |
| Khortzian (Khegy o Kiğı)          | obispo     | 56         | 51       | 24 000      | -         | 1000         | 25 000                       |
| Bagrevand (Bayazıt o Doğubayazıt) | obispo     | 50         | 33       | 14 000      | 1000      | 200          | 15 200                       |
| Van                               | arzobispo  | 108        | 130      | 11 000      | 500       | 200          | 11 700                       |
| Lim y Ktoutz                      | abad       | 25         | 32       | 7000        | -         | -            | 7000                         |
| Albac (o Başkale)                 | abad       | 20         | 23       | 20 000      | -         | -            | 20 000                       |
| Baghesh (o Bitlis)                | obispo     | 80         | 98       | 59 000      | 500       | 1000         | 60 500                       |
| Muş                               | arzobispo  | 332        | 230      | 90 000      | 3000      | 1000         | 94 000                       |
| Seghert (o Siirt)                 | obispo     | 50         | 33       | 25 000      | 500       | -            | 25 500                       |
| Tigranakert (o Diyarbakır)        | arzobispo  | 42         | 50       | 45 000      | 1000      | 1000         | 47 000                       |
| Balahovit (o Palu)                | obispo     | 41         | 40       | 22 000      | -         | 300          | 22 300                       |
| Arghni (o Arghana)                | abad       | 9          | 10       | 6000        | 500       | 200          | 6700                         |
| Chunkoush (o Çüngüş)              | abad       | 3          | 4        | 5000        | -         | 700          | 5700                         |
| Kharput (o Harput)                | arzobispo  | 72         | 75       | 45 000      | 2000      | 4000         | 51 000                       |
| Akn (Eğin o Kemaliye)             | obispo     | 7          | 10       | 10 000      | -         | 200          | 10 200                       |
| Arabkir (o Arapgir)               | obispo     | 16         | 20       | 18 000      | 500       | 1000         | 19 500                       |
| Çemişgezek                        | obispo     | 31         | 22       | 9000        | -         | -            | 9000                         |
| Charsanjak (o Pertek)             | obispo     | 69         | 50       | 18 000      | -         | 500          | 18 500                       |
| Edesa (Urfa o Sanliurfa)          | obispo     | 16         | 10       | 24 000      | 1000      | 800          | 25 800                       |
| Bagdad                            | obispo     | 4          | 3        | 5000        | 1000      | -            | 6000                         |
| Chipre (o Kıbrıs)                 | prelado    | 2          | 3        | 1000        | -         | -            | 1000                         |
| Egipto (o Mısır)                  | arzobispo  | 10         | 5        | 14 000      | 1500      | -            | 15 500                       |
| Bulgaria (o Arapgir)              | arzobispo  | 18         | 10       | 20 000      | -         | -            | 20 000                       |
| Rumania                           | arzobispo  | 17         | 15       | 10 000      | -         | -            | 10 000                       |
| Grecia                            | arcipreste | 4          | 1        | 1000        | -         | -            | 1000                         |
| Total                             | -          | 1778       | 1634     | 1 390 000   | 58 500    | 25 500       | 1 474 000                    |

En 1916 el patriarcado armenio de Constantinopla tenía jurisdicción sobre todas las diócesis armenias del Imperio otomano que no pertenecían a las otras 3 sedes patriarcales. Dirigía 46 divisiones eclesiásticas: 12 arquidiócesis (Constantinopla —cuyo obispo era el patriarca—, Nicomedia, Brusa, Esmirna, Angora, Cesarea, Sebaste, Karin, Van, Muş, Diyarbakır, Kharput), 26 diócesis (Adrianópolis, Rodosto, Bilecik, Panderma o Randerida, Kütahya, Kastamonu, Iconio, Eudocia, Amasya, Nicópolis, Samsun, Siirt, Trebisonda, Erzincan, Bayburt, Bassen, Dertchan, Kéghy, Bayazid, Bitlis, Palou, Akn o Éghin, Arabker, Tchéméchadzak o Tchimich-Kézech, Tchar-Sandjak, Edesa y Bagdad), 6 monasterios con jurisdicción (Armache, Kémakh, Lim-el-Ktoutz, Bachkaé, Arghanaet, Tchin-Kouche) y una sede arciprestal (Salónica, que desde 1912 estaba bajo control griego). Algunas de estas diócesis eran regularmente gobernadas por sacerdotes (vartabets) y no por obispos. Había 1778 parroquias, 1634 iglesias y alrededor de 1 390 000 creyentes. Fuera del imperio le obedecían las arquidiócesis de Alejandría (Egipto), Atenas (Grecia) y Sofía (Bulgaria y Rumania). La prelacía de Chipre (administrada por un vartabet) en ocasiones estuvo bajo el patriarcado armenio de Jerusalén (1775-1799, 1812-1837, 1848-1861, 1865-1877, 1888-1897, 1898-1908), el patriarcado armenio de Constantinopla (1799-1812, 1861-1864, 1877-1888, 1897-1898, 1908-1921) y el catolicosado de Echmiadzin (1864-1865). El catolicosado de Aghtamar en 1895 pasó a formar parte de hecho del patriarcado de Constantinopla y fue formalmente abolido en 1916.
Durante la Primera Guerra Mundial el patriarcado armenio de Constantinopla fue disuelto temporalmente, la millet armenia disuelta y la constitución armenia abolida. Con el fin de eliminar los vínculos entre los armenios otomanos y la sede de Echmiadzin, y oficialmente porque los armenios habían sido removidos del territorio turco remanente, el Gobierno de los Jóvenes Turcos unificó por ley estatal de 10 de agosto de 1916 las sedes armenias de Constantinopla, Cilicia, Jerusalén y Aghtamar a favor de un patriarcado-catolicosado de nueva creación de todos los armenios otomanos con sede en Jerusalén (de 1516 a diciembre de 1917 bajo el dominio otomano y con sede patriarcal vacante desde 1910). Para el nuevo cargo Sahag II Khabayan de Cilicia fue nombrado por el Gobierno como el primer patriarca catolicós en 1916, pero ante la inminente caída de la ciudad en manos británicas, en 1917 fue deportado de Jerusalén a Damasco. El patriarca derrocado de Constantinopla, Zaven Der Yeghiayan (1913-1922), fue asignado a Bagdad como su residencia. En 1919 regresó al cargo desde el exilio, renunció bajo presión en 1922 y huyó a Bulgaria.
Tras la derrota otomana y luego del armisticio de 30 de octubre de 1918, el 4 de noviembre de 1918 el Gobierno turco abrogó la ley de deportación de los armenios y el 20 de noviembre restauró el estatus legal del patriarcado armenio de Constantinopla de acuerdo a la constitución armenia de 1863. Por el Tratado de Lausana (1923) la Turquía moderna aceptó la existencia del patriarcado, limitando sus funciones al dominio estrictamente religioso, de acuerdo con el principio de laicismo. El patriarcado tomó entonces el nombre oficial de Patriarcado de los armenios de Turquía, pero permaneció vacante hasta 1927. La arquidiócesis de Adrianópolis fue trasladada a la ciudad griega de Tesalónica en 1922, pero en 1931 el Gobierno griego la disolvió.
Para preservar este trono histórico de Sis luego de su expulsión de Cilicia durante el genocidio armenio, en 1929 a petición del catolicós Sahak II de Cilicia el patriarcado armenio de Constantinopla le transfirió la diócesis de Chipre, bajo recomendación del catolicós Kevork de Echmiadzin.
Posteriormente las diócesis de Irak, Grecia, Egipto y de Bulgaria y Rumania pasaron a depender de Echmiadzin. En 1958 la prelacía de Atenas se unió al catolicosado de Cilicia, aunque la comunidad se dividió.

## Episcopologio
| - Hovakim I de Constantinopla (1461-1478 exarca) - Nigolayos I de Constantinopla (1478-1489 exarca) - Garabed I de Constantinopla (1489-1509 exarca) - Mardiros I de Constantinopla (1509-1526 exarca) - Krikor I de Constantinopla (1526-1537 exarca) - Astvadzadur I de Constantinopla (1537-1550 exarca hasta 1543) - Stepanos I de Constantinopla (1550-1560) - Diradur I de Constantinopla (1561-1563) - Hagop I de Constantinopla (1563-1573) - Hovhannes I de Constantinopla (1573-1581) - Tovmas I de Constantinopla (1581-1587) - Sarkis I de Constantinopla(1587-1590) - Hovhannes II de Constantinopla (1590-1591) - Azaria I de Constantinopla (1591-1592) - Sarkis II de Constantinopla (1592-1596) - Diradur I de Constantinopla(1596-1599), repuesto. - Melkisetek I de Constantinopla (1599-1600) - Hovhannes III de Constantinopla (1600-1601) - Krikor II de Constantinopla (1601-1608) - Sede vacante (1608-1611) - Krikor II de Constantinopla(1611-1621), repuesto por 1ª vez. - Hovhannes III (1621-1623), repuesto por 1ª vez. - Krikor II (1623-1626), repuesto por 2ª vez. - Zakaria I de Constantinopla (1636-1639) - Hovhannes III (1631-1636), repuesto por 2ª vez. - Zakaria I (1636-1639), repuesto. - Tavit I de Constantinopla (1639-1641) - Giragos I de Constantinopla (1641-1642) - Hacatur I de Constantinopla (1642-1643) - Tavit I (1643-1644), repuesto por 1ª vez. - Tovmas II de Constantinopla (1644) - Tavit I (1644-1649), repuesto por 2ª vez. - Tavit I (1650-1651), repuesto por 3ª vez. - Yegiazar I de Constantinopla (1651-1652) - Hovhannes IV de Constantinopla (1652-1655) - Sede vacante (1655-1657) - Tovmas II (1657-1659), repuesto. - Mardiros II de Constantinopla (1659-1660) - Gazar I de Constantinopla (1660-1663) - Hovhannes V de Constantinopla (1663-1664) - Sarkis III de Constantinopla (1664-1665) - Hovhannes V (1665-1667), repuesto. - Sarkis III (1667-1670), repuesto. - Stepanos II de Constantinopla (1670-1674) - Hovhannes VI de Constantinopla(1674-1675) - Andreas I de Constantinopla(1673-1676) - Garabed II de Constantinopla (1676-1679) - Sarkis IV de Constantinopla (1679-1680) - Garabed II (1680-1681), repuesto por 1ª vez. - Toros I de Constantinopla (1681) - Garabed II (1681-1684), repuesto por 2ª vez. - Yeprem I de Constantinopla(1684-1686) - Garabed II (1686-1687), repuesto por 3ª vez. - Toros I (1687-1688), repuesto. - Hacadur II de Constantinopla (1688) - Garabed II (1688-1689), repuesto por 4ª vez. - vacant (1689-1692) - Matteos I de Constantinopla (1692-1694) - Yeprem I (1694-1698), repuesto por 1ª vez. | - Melkisetek II de Constantinopla (1698-1699) - Mihitar I de Constantinopla (1699-1700) - Melkisetek II (1700-1701), repuesto. - Yeprem I (1701-1702), repuesto por 2ª vez. - Avedik I de Constantinopla (1702-1703) - Kalust Gaydzag I (1703-1704) - Nerses I de Constantinopla(1704) - Avedik I (1704-1706), repuesto. - Mardiros III de Constantinopla (1706) - Mikayel I de Constantinopla(1706-1707) - Sahag I de Constantinopla (1707) - Hovhannes VII de Constantinopla (1707-1708) - Sahag I (1708-1714), repuesto. - Hovhannes VIII de Constantinopla (1714-1715) - Hovhannes IX de Constantinopla (1715-1741) - Hagop II de Constantinopla (1741-1749) - Brokhoron I de Constantinopla (1749) - Minas I de Constantinopla(1749-1751) - Kevork I de Constantinopla(1751-1752) - Hagop II (1752-1764), repuesto. - Krikor III de Constantinopla (1764-1773) - Zakaria II de Constantinopla (1773-1781) - Hovhannes X de Constantinopla (1781-1782) - Zakaria II (1782-1799), repuesto. - Taniel I de Constantinopla(1799-1800) - Hovhannes XI de Constantinopla (1800-1801) - Krikor IV de Constantinopla (1801-1802) - Hovhannes XI (1802-1813), repuesto. - Abraham I de Constantinopla (1813-1815) - Bogos I de Constantinopla (1815-1823) - Garabet III de Constantinopla (1823-1831) - Stepanos II de Constantinopla (1831-1839) - Hagopos III de Constantinopla (1839-1840) - Stepanos II (1840-1841), repuesto. - Astvadzadur II de Constantinopla (1841-1844) - Matteos II de Constantinopla (1844-1848) - Hagopos III (1848-1856), repuesto. - Kevork II de Constantinopla (1856-1860) - Sarkis V de Constantinopla (1860-1861) - Bogos II de Constantinopla (1863-1869) - Ignatios I de Constantinopla (1869) - Mkrtich (1869-1873) - Nerses II de Constantinopla (1874-1884) - Harutyun I de Constantinopla (1885-1888) - Horen I de Constantinopla (1888-1894) - Sede vacante (1894-1896) - Maghakia Ormanian (1896-1908) - Madteos Izmirlian (1908-1909) - Yeghische Tourian (1909-1910) - Hovhannes Arscharouni (1911-1913) - Zaven Der Yeghiayan (1913-1922) - Sede vacante (1922-1927) - Mesrob Naroyan (1927-1943) - Sede vacante (1943-1951) - Karekin Khachadourian (1951-1961) - Sede vacante (1961-1963) - Shenork Kaloustian (1963-1990) - Karekin II Kazanjian (1990-1998) - Mesrob II Mutafian (1998-2019) - Sahak II Mashalian (desde 2019) |